# Paramyopa insignis
Paramyopa insignis är en tvåvingeart som först beskrevs av Jaennicke 1867.  Paramyopa insignis ingår i släktet Paramyopa och familjen stekelflugor.
Artens utbredningsområde är Etiopien. Inga underarter finns listade i Catalogue of Life.